# Spilogona littoralis
Spilogona littoralis är en tvåvingeart som beskrevs av Mou 1985. Spilogona littoralis ingår i släktet Spilogona och familjen husflugor. Inga underarter finns listade i Catalogue of Life.